# Ognjen Kržić
Ognjen Kržić (* 13. März 1969 in Dubrovnik) ist ein ehemaliger kroatischer Wasserballspieler. Er gewann mit der kroatischen Nationalmannschaft eine olympische Silbermedaille.

## Sportliche Karriere
Ognjen Kržić begann bei VK Jug Dubrovnik, wo er auch den größten Teil seiner Karriere verbrachte und mehrfach kroatischer Meister wurde. Zwischendurch spielte er kurze Zeit für VK Jadran Split und für Rari Nantes Savona.
Der 1,92 Meter große Angriffsspieler gewann mit der kroatischen Mannschaft die Silbermedaille hinter den Italienern bei den Mittelmeerspielen 1993 in Languedoc-Roussillon. Bei der Weltmeisterschaft 1994 in Rom unterlagen die Kroaten im Halbfinale den Italienern mit 5:8. Das Spiel um die Bronzemedaille gegen die russische Mannschaft verloren die Kroaten mit 13:14 nach der zweiten Verlängerung. Im Jahr darauf bei der Europameisterschaft 1995 in Wien belegten die Kroaten nach Niederlagen gegen Ungarn im Halbfinale und gegen die deutsche Mannschaft im Spiel um den dritten Platz ebenfalls den vierten Platz. 1996 bei den Olympischen Spielen 1996 in Atlanta erreichten die Kroaten in ihrer Vorrundengruppe den dritten Platz. Im Viertelfinale trafen die Kroaten auf die jugoslawische Mannschaft, eigentlich die Mannschaft von Serbien und Montenegro. Nach ihrem 8:6-Sieg bezwangen die Kroaten im Halbfinale die Italiener mit 7:6. Im Finale gewannen dann die Spanier mit 7:5. Kržić erzielte vier seiner fünf Turniertore in der Vorrunde und eins im Halbfinale.
Im Jahr darauf bei den Mittelmeerspielen 1997 in Bari siegte das Team aus Rest-Jugoslawien vor den Kroaten und den Spaniern. 1998 belegte die kroatische Mannschaft den neunten Platz bei der Weltmeisterschaft in Perth. Bei den Olympischen Spielen 2000 in Sydney trafen die beiden Finalgegner von 1996 bereits im Viertelfinale aufeinander und die Spanier siegten mit 9:8. In der Platzierungsrunde belegten die Kroaten den siebten Platz. Ognjen Kržić warf insgesamt drei Tore.